# Exochus separandus
Exochus separandus är en stekelart som beskrevs av Otto Schmiedeknecht 1924. Exochus separandus ingår i släktet Exochus och familjen brokparasitsteklar. Arten är reproducerande i Sverige. Inga underarter finns listade i Catalogue of Life.